# Liste der Einträge im National Register of Historic Places im Logan County (West Virginia)
Diese Liste der Einträge im National Register of Historic Places im Logan County (West Virginia) enthält alle im Logan County, West Virginia in das National Register of Historic Places eingetragenen Gebäude, Bauwerke, Objekte, Stätten oder historischen Distrikte.
Diese Liste entspricht dem Bearbeitungsstand des National Park Service/National Register of Historic Places vom 27. September 2024.

## Legende
| NRHP | Historic Place |

## Aktuelle Einträge
| [ 2 ] | Name                                      | Bild              | Eintragsdatum                 | Lage                                                                                                  | Ort       | Beschreibung |
| ----- | ----------------------------------------- | ----------------- | ----------------------------- | --- | --------- | ------------ |
| 1     | Blair Mountain Battlefield                |                   | 30. März 2009 ID-Nr. 08000496 | Adresse nicht veröffentlicht                                                                          | Logan     |              |
| 2     | Chafin House                              | Chafin House      | 28. März 1994 ID-Nr. 94000217 | 581 Main Street 37° 50′ 41″ N, 81° 59′ 9″ W                                                           | Logan     |              |
| 3     | Chesapeake and Ohio 2755 Steam Locomotive | weitere Bilder    | 28. Sep. 2006 ID-Nr. 06000900 | 500 feet from the junction of Little Buffalo Creek Rd. and Park Route 801 37° 53′ 34″ N, 82° 0′ 36″ W | Henlawson |              |
| 4     | Hatfield Cemetery                         | Hatfield Cemetery | 28. Nov. 1980 ID-Nr. 80004030 | südlich von Sarah Ann an der West Virginia Route 44 37° 42′ 24″ N, 81° 59′ 43″ W                      | Sarah Ann |              |
| 5     | Cap Hatfield Gravesite                    |                   | 6. Mai 2024 ID-Nr. 100010289  | Knights Landing Road 37° 43′ 6,2″ N, 81° 59′ 35,2″ W                                                  | Stirrat   |              |